# Angélique Duchemin
Angélique Duchemin (Tuïr, 26 de junio de 1991-Perpiñán, 29 de agosto de 2017),fue una boxeadora francesa. Ganó el campeonato del mundo, de Europa y de Francia.
Fue doble campeona de boxeo de Francia y de Europa en diciembre de 2015 y campeona del mundo en mayo de 2017 en Royan en la categoría de peso pluma contra Erika Rousseau. Fundó el club de boxeo de Tuïr donde se licenció. Su balance fue de 14 victorias y ninguna derrota.
Murió de una probable embolia pulmonar, consecuencia de un malestar cardíaco durante un entrenamiento, el 29 de agosto de 2017 en el hospital de Perpiñán.